# Bongouanou
Bongouanou è una città, sottoprefettura e comune della Costa d'Avorio. È anche capoluogo della regione di Moronou e dell'omonimo dipartimento. Conta una popolazione di 62 991 abitanti (censimento 2014).